# Frédéric Madelaine
Pour les articles homonymes, voir Madelaine.
 (janvier 2023).
L'article doit être relu — et modifié si nécessaire — par des contributeurs indépendants pour apporter un regard critique aux contributions effectuées en violation des conditions d'utilisation de Wikipédia, tant sur la forme (notamment concernant le style encyclopédique, la proportionnalité) que sur le fond (la neutralité de point de vue, la qualité et l'indépendance des sources).
 (janvier 2023).
Frédéric Madelaine
Compléments
www.lepommier-patisserie.jp
Frédéric Madelaine (né le 5 novembre 1965 à Caen, dans le Calvados) est un pâtissier français installé à Tokyo, au Japon, depuis plus de 20 ans, propriétaire de deux boutiques et d’un café.
Il est connu entre autres pour son camembert au chocolat, mariage du camembert au lait cru de Normandie avec du chocolat noir, du chocolat blanc et d'autres ingrédients tenus secrets.

## Biographie
Fils d’un sellier automobile et d’une mère comptable, il est le troisième d’une fratrie de quatre enfants. Né en Normandie, lorsqu’il a sept ans, la famille déménage dans la région nantaise où il a travaillé comme chocolatier et pâtissier-glacier. Il a ensuite travaillé à l’hôtel Le Méridien à Paris, suivis du restaurant Laurent, puis Mietta O'Donnell en Australie, à Melbourne. De retour en France, il travaille pour L'Espérance de Marc Meneau, suivis de chez Dalloyau Paris et Dalloyau Japon. Madelaine est impliqué au sein d’associations, dont Le Club de la galette des rois, dont il est le vice-président, ainsi que dans la vie associative française au Japon.
Marié a Atsuko, une dentiste japonaise, le couple a 2 enfants, Théophile né en 2005 et Carla née en 2012.

## Carrière
En 1980, a l’âge de 14 ans, il commence son apprentissage à Nantes où il obtient en 1982 son CAP de pâtissier-chocolatier-confiseur-glacier. En novembre 1985, il part pour Paris où il rejoint l’équipe de pâtisserie de l’hôtel Méridien durant un an. Il intègre ensuite la brigade du restaurant Laurent (2 Étoiles Michelin) en tant que sous-chef pâtissier, puis le restaurant Mietta’s à Melbourne, en Australie, qui est à l’époque considéré comme le meilleur restaurant de la plus grande ile d’Océanie.
À l’été 1990, il revient en France, en Bourgogne, à Saint-Père-sous-Vézelay, pour travailler au restaurant L’Espérance tenu par Marc Meneau. Il y découvre l’univers du chef qui s’inspire dans sa collection d’ouvrages culinaires du XVIIe au XXe siècle. Au cours de ces sept années de collaboration, Marc Meneau l'emmène dans tous ses déplacements en France, comme à l’étranger pour des semaines gastronomiques, ou autres évènements tels que le diner des Oscars en 1992 et 1993 à Los Angeles.
Madelaine décide ensuite de retourner à la pâtisserie en boutique. Il est embauché chez Dalloyau à Paris, où il est en formation sur tous les postes du métier, en vue de partir au Japon prendre la position de chef pâtissier de la maison, à Tokyo. Durant ces deux ans à Paris, Madelaine est aussi l’assistant du MOF Pascal Niau.
Madelaine ouvre sa première boutique Le Pommier en octobre 2005 dans le quartier résidentiel de Setagaya, à Kitazawa. En 2009, il décide d'ouvrir une seconde boutique dans le quartier chic d’Azabu Juban.
En 2014, le chef ouvre son épouse Atsuko un salon de thé, Café le Pommier, sur l’avenue principale d'Omotesandō, considérée, comme les Champs-Élysées locaux,,.

## Apparitions

### Télévision
- 2018 : Grands Reportages - TF1[11]
- 2022 : Reportages - France 2[12]

### Radio
- 2021 : France Inter : Frédéric Madelaine, chef pâtissier et gérant des pâtisseries et salons de thé Le Pommier à Tokyo au Japon[13]
- 2021 : France Bleu : Tokyo la famille « made in Japan » de Frédéric Madelaine[4]
- 2022 : France Bleu : Frédéric Madelaine, pâtissier normand installé au Japon[9]
- 2022 : RTL : Petit matin du 14 février 2022[14]

## Distinctions
- Chevalier de l'ordre national du Mérite (2009)[6]
- Chevalier dans l'ordre des Palmes Académiques (2015)[6]
- Chevalier dans l'ordre du Mérite Agricole (2017)[15]